# Моралес, Альфредо
Альфредо Элой Гало Моралес (нем. и англ. Alfredo Eloy Galo Morales; род. 12 мая 1990, Западный Берлин) — американский и немецкий футболист, защитник клуба «Сан-Хосе Эртквейкс». Выступал за сборную США.

## Клубная карьера
Моралес — воспитанник клуба «Герта» из своего родного города. 5 декабря 2010 года в матче против «Мюнхен 1860» он дебютировал за команду в Второй Бундеслиге. По окончании сезона команда вышла в элиту. 13 августа 2011 года в поединке против «Гамбурга» Альфредо дебютировал в Бундеслиге, заменив во втором тайме Патрика Эберта. По окончании сезона Герта вылетал обратно. 12 мая 2013 года в матче против «Кёльна» Моралес забил свой первый гол за клуба из Берлина.
В 2013 году контракт Альфредо с «Гертой» закончился и он на правах свободного агента перешёл в «Ингольштадт 04», подписав контракт на два года. 19 июля в матче против «Эрцгебирге Ауэ» он дебютировал за новый клуб, в конце матча получив красную карточку. 11 апреля 2014 года в поединке против «Падерборн 07» Моралес забил свой первый гол за «Ингольштадт 04».
15 мая 2018 года Моралес подписал 4-летний контракт с дюссельдорфской «Фортуной». 25 августа в матче против «Аугсбурга» он дебютировал за новую команду. 15 сентября в поединке «Хоффенхайма» Альфредо забил свой первый гол за «Фортуну».
7 апреля 2021 года Моралес перешёл в клуб MLS «Нью-Йорк Сити», подписав контракт до конца сезона 2023 с опцией продления на сезон 2024. В американской лиге он дебютировал 17 апреля в матче первого тура сезона 2021 против «Ди Си Юнайтед», выйдя на замену на 71-й минуте. 23 февраля 2022 года в ответном матче ⅛ финала Лиги чемпионов КОНКАКАФ 2022 против коста-риканского «Сантос де Гуапилес» он забил свой первый гол за «Нью-Йорк Сити». По окончании сезона 2023 «Нью-Йорк Сити» не стал продлевать контракт с Моралесом.
4 января 2024 года «Сан-Хосе Эртквейкс» выменял права на Моралеса у «Нью-Йорк Сити» на пик третьего раунда Супердрафта MLS 2026 и подписал с ним контракт до конца сезона 2024 с опцией продления на сезон 2025. За «Квейкс» он дебютировал 24 февраля в матче стартового тура сезона 2024 против «Далласа», выйдя на замену на 73-й минуте вместо Джека Скейана.

## Международная карьера
Отец Альфредо — перуанец, который служил в американской армии в Германии. Моралес мог выступать за сборную Перу, но выбрал сборную США.
29 января 2013 года в товарищеском матче против сборной Канады Моралес дебютировал за сборную США, заменив во втором тайме Кайла Бекермана.
В 2015 году Альфредо принял участие в Золотом кубке КОНКАКАФ. На турнире он сыграл в матче против команды Панамы.

## Достижения
Командные
 «Нью-Йорк Сити»
- Чемпион MLS (обладатель Кубка MLS): 2021